# Cristian Ojeda (futbolista argentino)
Cristian Rómulo Ojeda (Posadas, Argentina; 22 de enero de 1999) es un futbolista argentino. Juega como delantero o extremo y su equipo actual es el UTC de Cajamarca de la Primera División del Perú.

## Trayectoria

### Inicios
Ojeda es posadeño y jugaba en Huracán de Posadas desde los 8 años;
“Me llevó mi hermano Martín que es enganche. Es más grande y ya no juega. Pero era mejor que yo. A fines de 2012 me hablaron Pablo Gibelli y Abel Almada que eran los coordinadores de las inferiores de Talleres y les dije que quería jugar. Me vieron en un partido y me hablaron”, reveló el jugador.
Ojeda llegó con edad de octava a Talleres y comenzó su ascenso;
“Alcancé a jugar en la Reserva campeona de Bovaglio y ahora venía jugando hasta que concentré con el primer equipo”, detalló Ojeda, quien es representado por la agencia del fallecido Jorge Cyterspiller. “Sí. Fue el primer representante de Maradona. Sé eso. Ojalá toda vaya bien”, agregó el jugador.

### Talleres
El volante ofensivo llegó procedente de Huracán de Posadas en el año 2013; petizo, encarador y de buena técnica, se fue haciendo un lugar en la Primera de Talleres donde se ganó la consideración de Frank Darío Kudelka, que lo utiliza mayormente como extremo por la izquierda, aunque también puede jugar por el medio como mediapunta. Sin tanto recorrido en los últimos metros, es un jugador más posicional que desequilibrante en velocidad: aunque su metro con 67 centímetros de altura lo hace muchas veces "perderse" y saber esconderse bien entre sus marcadores.  

Concentró con el plantel por primera vez en noviembre de 2017. Debutó oficialmente como profesional el 26 de enero de 2018 frente a San Lorenzo.
“Un debut como este y en este estadio es algo que siempre busqué desde chico, me siento muy contento y feliz”, remarcó el jugador tras el encuentro.
El 1 de febrero de 2018, firmó su primer contrato profesional con el club hasta junio de 2020.
Para el 2024 ficha por la Universidad Técnica de Cajamarca para afrontar la Liga 1 2024. El club acabó en el puesto 15 de la tabla de la Liga 1 2024 al final de la temporada, salvándose del descenso dramáticamente. Jugó solo 10 partidos, teniendo una temporada irregular.

## Selección nacional
Fue convocado numerosas veces a la selección de fútbol sub-20 de Argentina y viajó como sparring de la selección mayor al Mundial de Rusia 2018 junto a su compañero Facundo Medina.

## Clubes
| Club                          | País           | Año       | Partidos | Goles |
| ----------------------------- | -------------- | --------- | -------- | ----- |
| Talleres                      | Argentina      | 2018-2023 | 6        | 0     |
| Portland Timbers 2 (préstamo) | Estados Unidos | 2019      | 27       | 4     |
| Atenas (préstamo)             | Uruguay        | 2020      | 4        | 1     |
| Villa Dálmine (préstamo)      | Argentina      | 2021      | 6        | 0     |
| Tlaxcala (préstamo)           | México         | 2021-2022 | 12       | 0     |
| Sarmiento Junín               | Argentina      | 2023-2024 | 4        | 0     |
| UTC de Cajamarca              | Perú           | 2024-     | 10       | 0     |